# Рина (Болцано)
Рина је насеље у Италији у округу Болцано, региону Трентино-Јужни Тирол.
Према процени из 2011. у насељу је живело 191 становника. Насеље се налази на надморској висини од 1418 м.